# Monte Gauss
O monte Gauss ou Gaussberg é um cone vulcânico extinto, com 370 m de altitude,  junto ao mar de Davis e a oeste do glaciar Posadowsky Glacier na Terra de Guilherme II, na Antártida.
Foi descoberto em 1902 pela Expedição Antártica Alemã (Expedição Gauss) dirigida por Erich von Drygalski, que o designou, tal como ao seu navio de exploração, em homenagem a Carl Friedrich Gauss.